# Georg Dütsch
Georg Dütsch (russisch Георгий Оттонович Дютш/ Georgij Ottowitsch Djutsch; * 8. Januarjul. / 20. Januar 1857greg. in Sankt Petersburg; † 16. Septemberjul. / 28. September 1891greg. ebenda) war ein russischer Dirigent, Komponist und Volksliedsammler dänischer Abstammung.

## Leben
Georg Dütsch war ein Sohn des aus Kopenhagen stammenden, in St. Petersburg wirkenden Dirigenten Otto Dütsch. Von 1866 bis 1875 studierte er am Konservatorium St. Petersburg u. a. Komposition bei Nikolai Rimski-Korsakow. Von 1881 bis 1884 dirigierte er das Studentenorchester der Universität, ab 1884 die „Russischen Sinfoniekonzerte“ und diejenigen der Kaiserlich Russischen Musikgesellschaft. Seit 1889 leitete er die Orchesterschule des Petersburger Konservatoriums. 
1886 nahm Dütsch an der ersten Folklore-Expedition der Liedkommission der Russischen Geographischen Gesellschaft teil, um bäuerliche Gesänge aus dem russischen Norden aufzuzeichnen (1894 posthum erschienen).